# NGC 4535
NGC 4535 est une galaxie spirale intermédiaire relativement rapprochée et située dans la constellation de la Vierge à une distance d'environ 15,6 ± 3,2 Mpc (∼50,9 millions d'al). NGC 4535 a été découverte par l'astronome germano-britannique William Herschel en 1785.
NGC 4355 a été l'objet d'une étude portant sur les régions d'hydrogène neutre (région HI. Elle fait partie du groupe de NGC 4535, un des groupes de galaxies de l'Amas de la Vierge.

## Caractéristiques
La classe de luminosité de NGC 4535 est III et elle présente une large raie HI. Elle renferme également des régions d'hydrogène ionisé. De plus, c'est une galaxie LINER, c'est-à-dire une galaxie dont le noyau présente un spectre d'émission caractérisé par de larges raies d'atomes faiblement ionisés. NGC 4535 faisait partie des galaxies étudiées lors du relevé des l'hydrogène neutre de l'amas de la Vierge par le Very Large Array. Les résultats de cette étude sont sur cette page du site du VLA.

### Distance
Sa vitesse par rapport au fond diffus cosmologique est de 2 299 ± 23 km/s, ce qui correspond à une distance de Hubble de 33,90 ± 2,40 Mpc (∼111 millions d'al).
À ce jour, 53 mesures non basées sur le décalage vers le rouge (redshift) donnent une distance de 15,576 ± 3,188 Mpc (∼50,8 millions d'al), ce qui est loin à l'extérieur des valeurs de la distance de Hubble. Comme toutes les autres galaxies du groupe de NGC 4535, la distance non basée sur le décalage est sans doute plus près de la réalité.
Les distances non basées sur le décalage de toutes les galaxies du groupe de NGC 4535 sont nettement inférieures aux distances de Hubble. La distance moyenne de Hubble pour ces galaxies est de 32,4 Mpc et celle des mesures indépendantes est de 17,8 Mpc. Puisque la distance de Hubble est trop élevée par rapport à la distance réelle de ces galaxies, on doit conclure qu'elles se dirigent vers le centre de l'amas de la Vierge en direction opposée de la Voie lactée attirées par la gravité de celui-ci.

### Morphologie

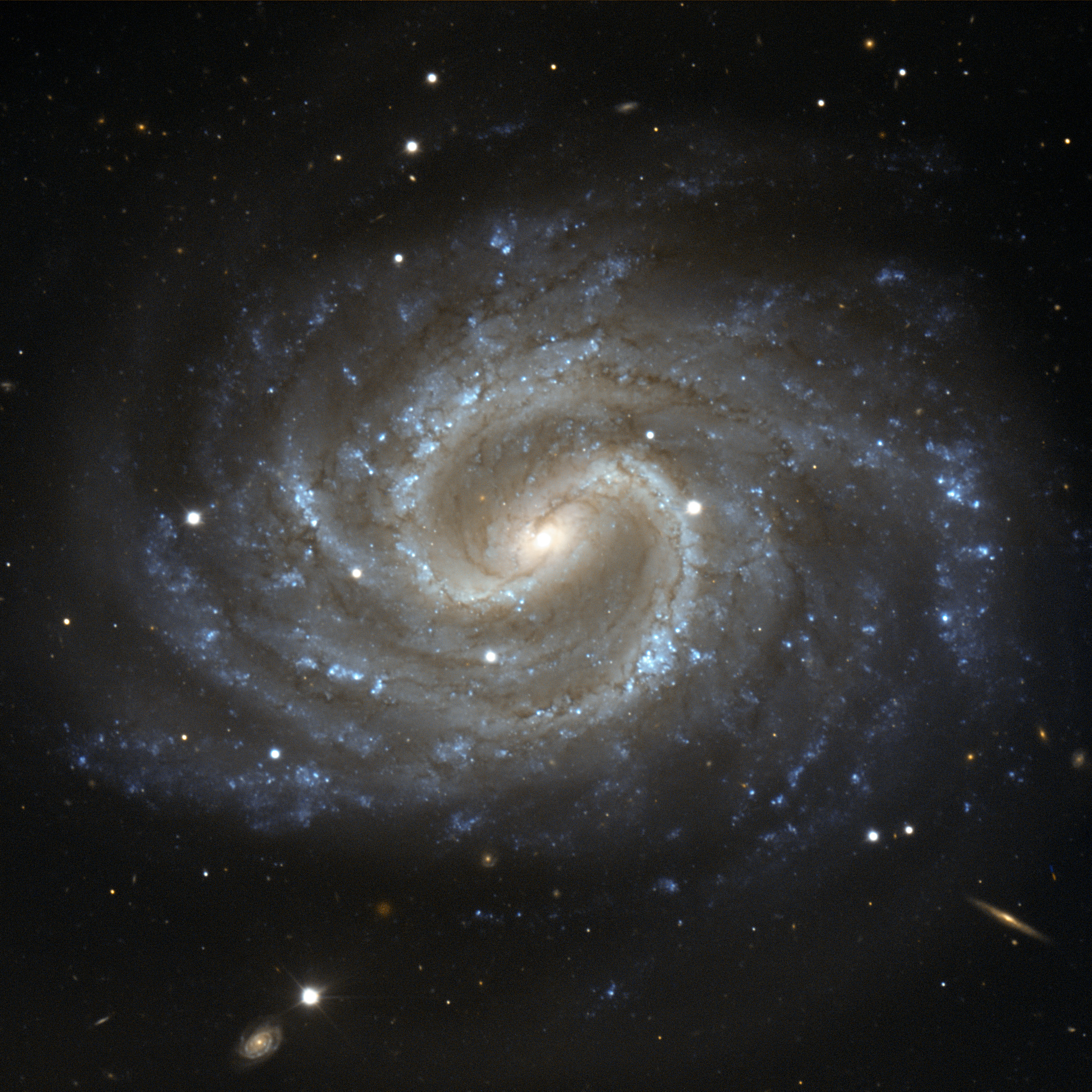
NGC 4535 par le Très Grand Télescope (ESO).
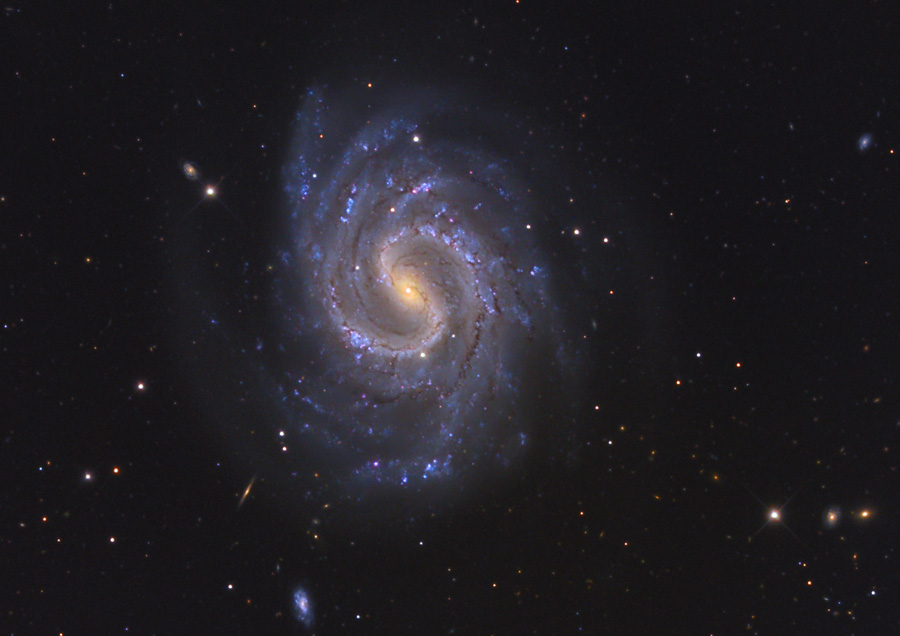
NGC 4535 par Adam Block (Observatoire du mont Lemmon/Université de l'Arizona).

NGC 4535 a été utilisée par Gérard de Vaucouleurs comme une galaxie de type morphologique SAB(s)c dans son atlas des galaxies,.
Dans les années 1950 Leland Copeland a nommé cette galaxie « la galaxie perdue » en raison de sa faible luminosité et de son allure brumeuse.

## Groupe de NGC 4535, de M60 et l'amas de la Vierge
Selon A.M. Garcia, NGC 4535 est un membre d'un groupe de galaxies qui porte son nom. Le groupe de NGC 4535 comprend au moins 14 membres. Les autres galaxies du groupe sont NGC 4482, NGC 4532, NGC 4532, NGC 4570, NGC 4598, NGC 4612, NGC 4623, IC 3591, IC 3617, UGC 7739, UGC 7802, MCG 1-32-11 et VCC 1804.
D'autre part, seules les galaxies du catalogue NGC de ce groupe apparaissent dans une liste de 227 galaxies d'un article publié par Abraham Mahtessian en 1998. Cette liste comporte plus de 200 galaxies du New General Catalogue et une quinzaine de galaxies de l'Index Catalogue. On retrouve dans cette liste 11 galaxies du Catalogue de Messier, soit M49, M58, M60, M61, M84, M85, M87, M88, M91, M99 et M100.
Toutes les galaxies de la liste de Mahtessian ne constituent pas réellement un groupe de galaxies. Ce sont plutôt plusieurs groupes de galaxies qui font tous partie d'un amas galactique, l'amas de la Vierge. Pour éviter la confusion avec l'amas de la Vierge, on peut donner le nom de groupe de M60 à cet ensemble de galaxies, car c'est l'une des plus brillantes de la liste. L'amas de la Vierge est en effet beaucoup plus vaste et compterait environ 1300 galaxies, et possiblement plus de 2000, situées au cœur du superamas de la Vierge, dont fait partie le Groupe local,.
De nombreuses galaxies de la liste de Mahtessian se retrouvent dans onze groupes décrits dans l'article d'A.M. Garcia, soit le groupe de NGC 4123 (7 galaxies), le groupe de NGC 4261 (13 galaxies), le groupe de NGC 4235 (29 galaxies), le groupe de M88 (13 galaxies, M88 = NGC 4501), le groupe de NGC 4461 (9 galaxies), le groupe de M61 (32 galaxies, M61 = NGC 4303), le groupe de NGC 4442 (13 galaxies), le groupe de M87 (96 galaxies, M87 = NGC 4486), le groupe de M49 (127 galaxies, M49 = NGC 4472), le groupe de NGC 4535 (14 galaxies) et le groupe de NGC 4753 (15 galaxies). Ces onze groupes font partie de l'amas de la Vierge et ils renferment 396 galaxies. Certaines galaxies de la liste de Mahtessian ne figurent cependant dans aucun des groupes de Garcia et vice versa.